# 일본의 외국인 거류지

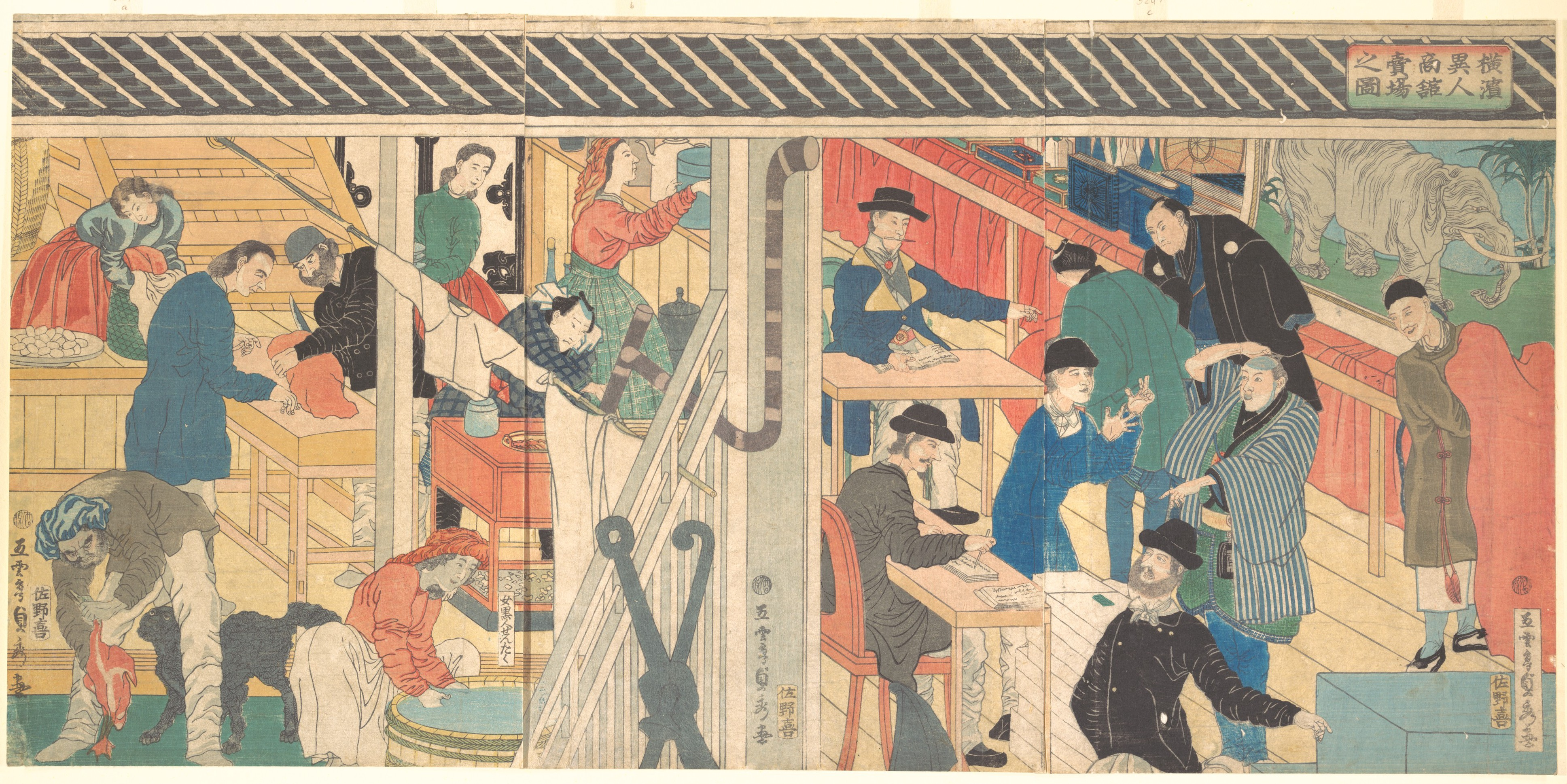
요코하마 외국인 거류지의 외국인 상인들

일본의 외국인 거류지(일본어: 外国人居留地, 영어: foreign settlement)는 일본 정부가 19세기 후반에 지정한 개항장 내의 특별 지역으로, 외국인의 거주와 영업이 허용되었으며, 치외법권이 적용된 곳이었다.
1853년과 1854년에 페리 제독이 방문한 이후 일본은 폐쇄적이고 봉건적인 사회에서 좀 더 개방적이고 근대적인 통상 국가로의 사회적, 경제적으로 급격한 전환기를 맞았다. 1854년에 일본은 미국과 미일 화친 조약을 체결한 후 처음으로 시모다와 하코다테라는 두 항구를 개항하여 외국과의 무역을 허용했다. 1858년에는 미일 수호 통상 조약이 체결되면서 요코하마, 고베, 나가사키, 오사카, 니가타 등 5개의 개항장이 추가로 지정되었다.
일본은 미국과 통상 조약을 체결한 후 이어서 영국, 네덜란드, 러시아, 프랑스와도 유사한 조약을 체결했다. 개항장에서는 조약국의 국민에게 치외법권이 적용되었다.
1899년 개항장 양허 제도가 종료되기 전까지 일본에는 7개의 외국인 거류지가 건립되었다. 일본의 외국인 거류지는 북쪽에서 남쪽으로 순으로 다음과 같다.
- 하코다테 외국인 거류지 – 홋카이도의 하코다테에 위치
- 니가타 외국인 거류지 – 니가타현 니가타에 위치
- 쓰키지 외국인 거류지 – 도쿄도 주오구 쓰키지에 위치
- 요코하마 외국인 거류지 – 가나가와현 요코하마시 나카구 칸나이 및 야마테에 위치
- 가와구치 외국인 거류지 – 오사카시 니시구에 위치[2]
- 고베 외국인 거류지 – 효고현 고베시에 위치
- 나가사키 외국인 거류지 – 나가사키현 나가사키시 오우라에 위치

## 같이 보기
- 개항장
- 데지마
- 일본의 외국인 묘지